# Laterza
Laterza község (comune) Olaszország Puglia régiójában, Taranto megyében.

## Fekvése
Taranto városától északnyugatra fekszik, a Murgia és az Appenninek vonulatának találkozásánál.

## Története
Laterza története az i.e. 3 évezredig nyúlik vissza, erről tanúskodnak a régészek által feltárt korabeli sírkamrák. A tulajdonképpeni várost valószínűleg a peucetiusok alapították, erre utalnak a feltárt kerámiamaradványok. Neve valószínűleg a Latentia-ból származik, melynek jelentése barlangos vidék ugyanis a Murgia puha mészkőrétegeiben számos barlang található. A rómaiak idejében fontos település volt, hiszen a Via Appia áthaladt rajta. Első írásos említése a 11. század elejről származik, amikor Materához tartozott. A következő évszázadokban nemesi birtok volt, sőt egy rövid ideig a bari püspök is birtokolta. A 13. századtól kezdve a Tarantói Hercegség része lett, majd 1806-ban önálló községgé vált, amikor a Nápolyi Királyságban felszámolták a feudalizmust.

## Népessége
A népesség számának alakulása:

## Főbb látnivalói
- Palazzo Marchesale - 16. századi nemesi palota
- Santuario di Maria SS. Mater Domini-templom - 13. századi, a 18. században barokkosított templom
- San Lorenzo-templom - a 15. században épült
- Santa Maria Assunta-templom - 12. században épült román stílusban
- Barlangtemplomok a település melletti mészkőfennsíkon